# 圖騰脂鯉屬
圖騰脂鯉屬為輻鰭魚綱脂鯉目琴脂鯉亞目複齒脂鯉科的其中一属。

## 下属物种
- 圖騰脂鯉(Dundocharax bidentatus)

## 扩展阅读
維基物種上的相關：圖騰脂鯉屬